# Журавець лісовий
{{#ifeq:0|0|{{#if:|{{#if:Geraniumsylvaticum|[[]}}|}}}}
Журавець лісовий або герань лісова (Geranium sylvaticum) — вид трав'янистих рослин родини геранієві (Geraniaceae), поширений у Євразії. Квіти в основному темно- чи червонувато-блакитні ближче до півдня ареалу, чим далі на північ, тим частіше можна також знайти форми з рожевими або білими квітами. Етимологія: лат. sylvaticum — «лісовий». Сам Карл фон Лінней стверджував, що немає більш прекрасної квітки в лісі.

## Опис
Багаторічна трав'яниста рослина заввишки 25–50(70) см. Кореневище сильне, горизонтальне, з коричневими лусочками. Листки інтенсивно зелені, ростуть у прикореневій розетці й супротивні на стеблі. Прикореневі листки з довгими черешками, стеблові — з короткими. Пластини 5–7-лопатеві, сильно-зубасті. Квіти ростуть, як правило, у парах (іноді кілька разом) пахвові або на краю стебла. Квіти 15–35 мм завширшки; вони зазвичай двостатеві, але іноді рослини мають одностатеві маточкові квіти, явно менші за розмірами. Пелюсток 5, темно-фіолетові, червоні або білі, з білим центром, формою від досить круглих до з зубчастими верхівками. Чашолистків 5, загострені, явно коротше пелюсток. Тичинок 10 (іноді залишаючись нерозвинені). Верхні частини стебла, квіти і чашолистки покриті залозистими волосками. Плоди 5-дольні з дзьобоподібним кінчиком. Напівплодики глянцеві, волохаті. Квітне з травня по липень.

## Поширення
Азія (Вірменія, Азербайджан, Грузія, Росія, Казахстан, Іран, Туреччина); Європа (Білорусь, Естонія, Латвія, Литва, Україна, Австрія, Бельгія, Чехія, Німеччина, Угорщина, Польща, Словаччина, Швейцарія, Данія, Фарерські острови, Фінляндія, Ісландія, Ірландія, Норвегія, Швеція, Велика Британія, Албанія, Болгарія, Хорватія, Греція, Італія, Румунія, Сербія, Франція, Іспанія). Населяє широколистяні ліси, молоді та лісисті пустища, живоплоти, луки, береги.
В Україні зростає у лісах і луках — в лісових районах, зазвичай; у пн. частині лісостепу, зрідка.

## Використання
Це квітка міста Шеффілда. Це один з багатьох видів герані, які цінуються в садах. Підходить для вирощування в умовах помірного клімату, у вологих, дещо затінених місцях. Існує кілька виведених сортів. Квітки дають синьо-сірий барвник, який користався у стародавній Європі.
Як лікарський засіб використовують у народній медицині. Надземну частину, яка містить дубильні речовини та алкалоїди, збирають під час цвітіння. Застосовують її для лікування дизентерії, гострих та хронічних ентероколітів, проносів.
Медова продуктивність не висока - 10-50 кг з 1 га заростей. Одна квітка рослини виділяє 2-5 мг нектару, що містить 40-50 % цукру.

## Галерея

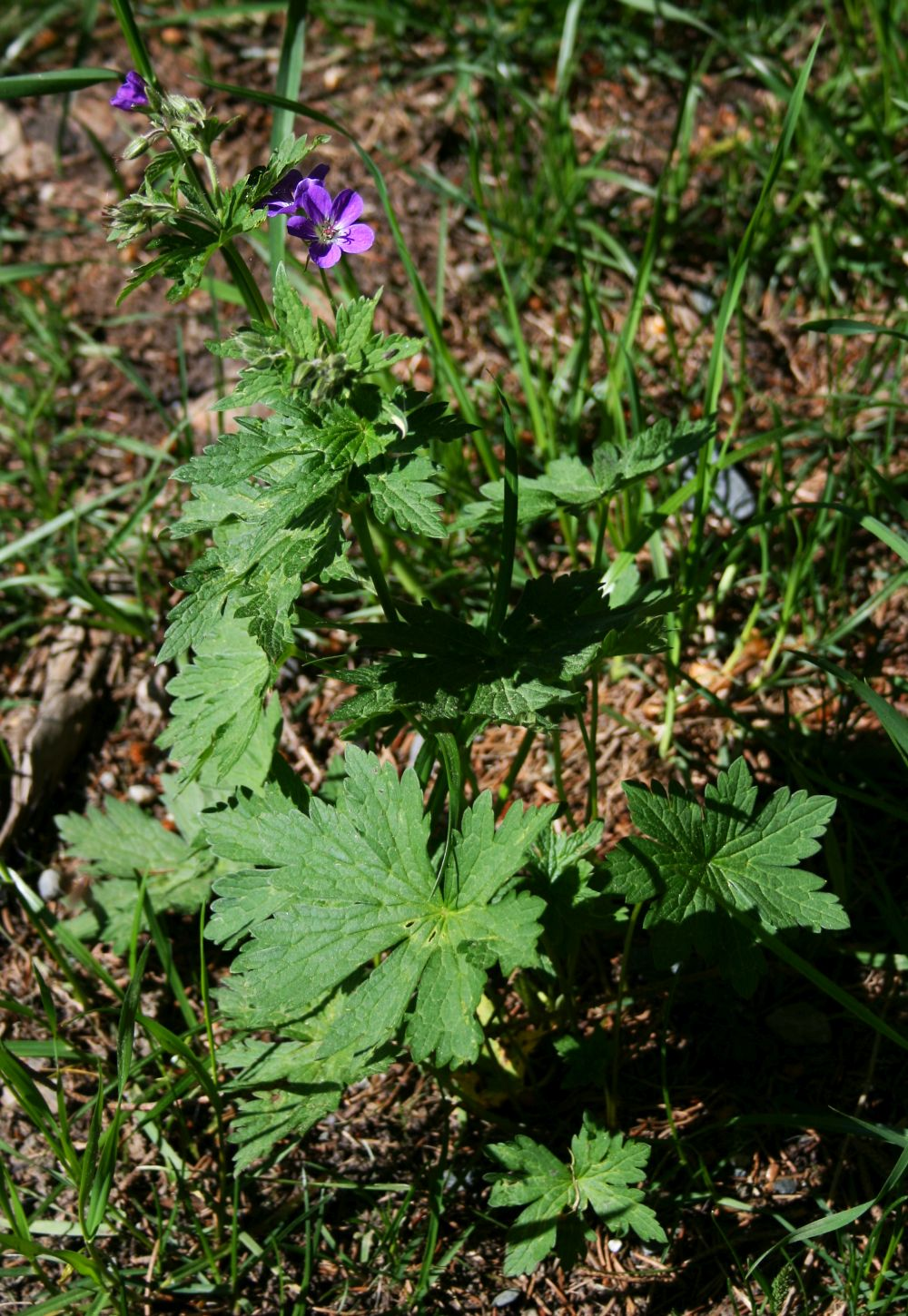
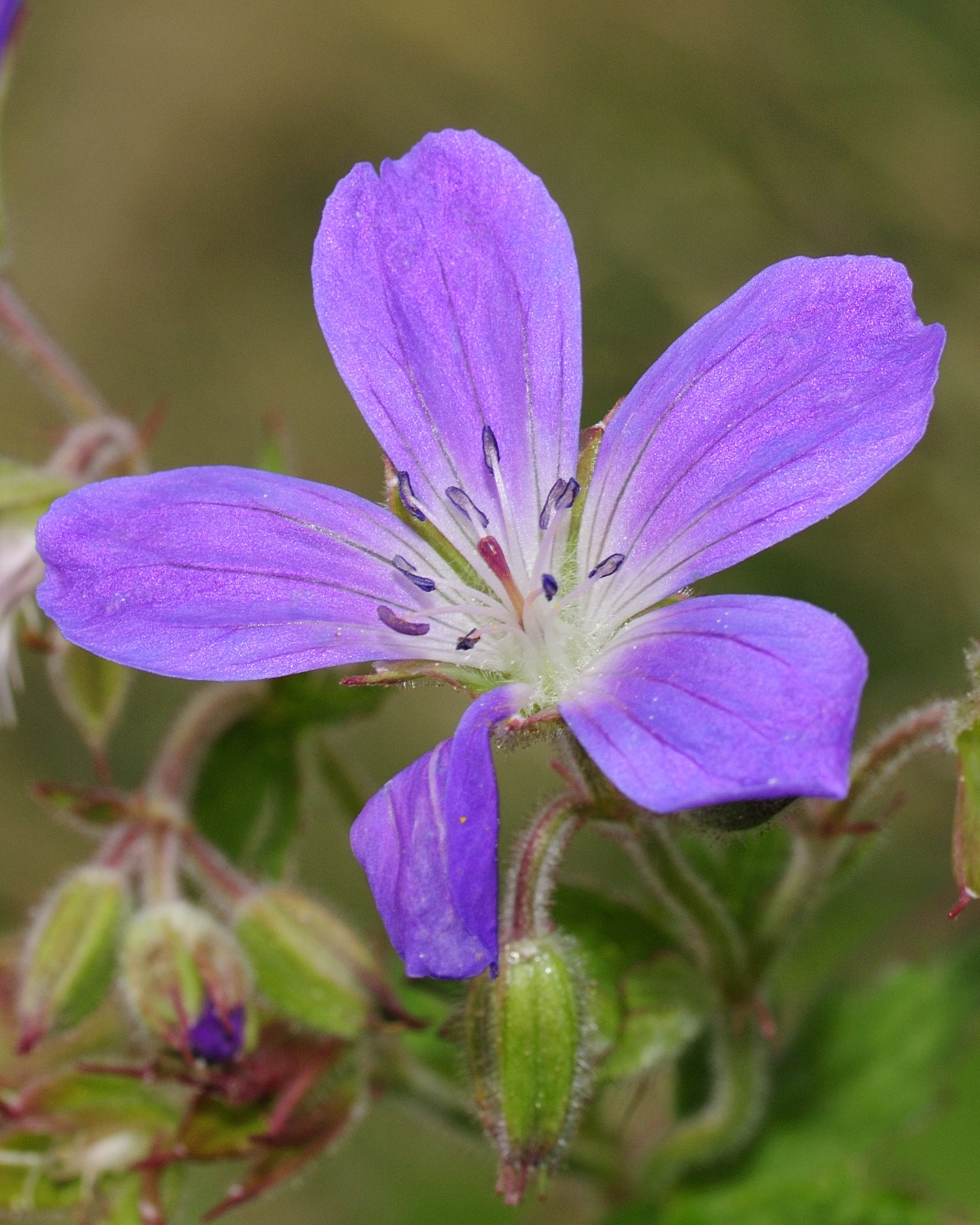
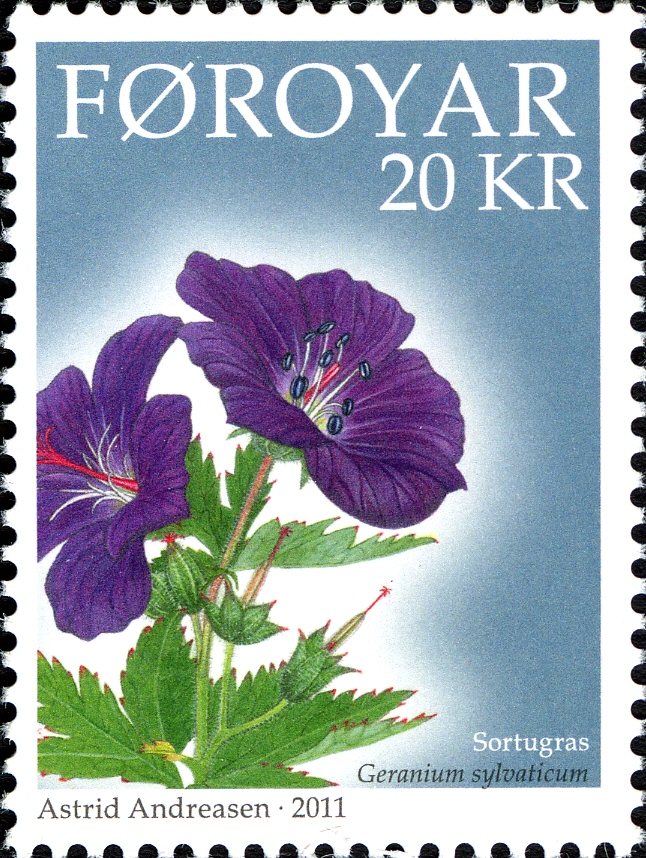
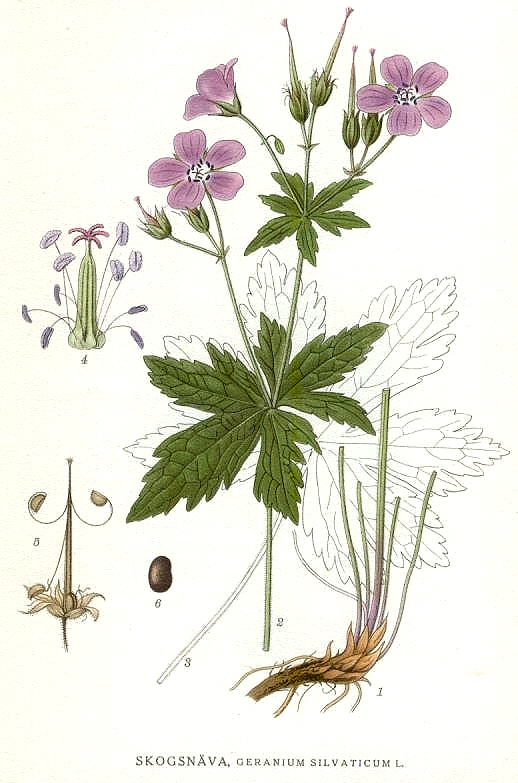